# سیاه‌هوبره بنگالی
سیاه‌هوبره بنگالی (نام علمی: Houbaropsis bengalensis) نام یک گونه از تیره هوبره‌ایان است.